# Bataille du col de Tong
Guerres de la fin de la dynastie Han
La bataille du col de Tong(chinois simplifié : 潼关之战 ; chinois traditionnel : 潼關之戰 ; pinyin : Tóngguān Zhī Zhàn), ou bataille de Weinan(chinois simplifié : 渭南之战 ; chinois traditionnel : 渭南之戰 ; pinyin : Wèinán Zhī Zhàn), se déroule de mars à septembre 211, durant la fin de la dynastie Han. Elle oppose le Seigneur de guerre Cao Cao et une coalition de seigneurs de guerre locaux du Guanxi, une région qui se situe à l’ouest du col de Hangu. La bataille est provoquée par l’expansion vers l’ouest de Cao Cao, qui déclenche des soulèvements dans cette zone. Cao remporte une victoire décisive sur la coalition du Guanxi et annexe le Guanzhong.

## Situation avant la bataille
Depuis le début des troubles qui marquent la fin de la dynastie Han, le seigneur de guerre Ma Teng commande une armée considérable qui lui permet de garder le contrôle de la province de Liang, qui se trouve à la frontière Nord-Ouest de la Chine. Ancien allié de Dong Zhuo, Ma teng constitue une menace pour les plaines du nord de la Chine, qui sont contrôlées par Cao Cao. Lorsque Cao Cao achève d'unifier la Chine du nord en 207, il tourne son attention vers le sud pour attaquer des seigneurs de guerre Liu Bei et Sun Quan. Pour éviter d’être attaqué par derrière, Cao Cao nomme Ma Teng à un poste officiel au sein de l'administration et le convoque à Ye. Ma Teng et certains membres de sa famille sont effectivement pris en otage pour empêcher Ma Chao, le fils de Ma Teng, d’envahir les possessions de Cao Cao pendant que ce dernier est au sud.
Finalement, l'expédition vers le sud de Cao Cao tourne mal et il est vaincu par les armées combinées de Sun Quan et Liu Bei à la bataille de la falaise rouge, en 208. Après s’être replié au nord, Il tourne bientôt son attention vers l'ouest, avec l’intention d’envahir la région de Hanzhong.
Durant le troisième mois lunaire de 211, Cao Cao ordonne à Zhong Yao de prendre la tête d'une armée pour attaquer le seigneur de guerre Zhang Lu à Hanzhong, pendant que Xiahou Yuan part de la commanderie de Hedong à la tête d'une seconde armée, pour servir de soutien à Zhong Yao. Gao Rou met en garde Cao Cao contre une telle décision, car selon lui, l'envoi d'autant de troupes vers l'ouest peut faire craindre aux seigneurs de guerre locaux qu'ils sont les véritables cibles de l'expédition et les amener à se révolte.
À l’époque ou Cao Cao lance son expédition, les divers chefs de guerre de l'ouest craignaient effectivement d’être la véritable cible de cette attaque, car l’armée de Zhong Yao doit passer par Guanzhong pour atteindre Hanzhong. Dès que l’armée de Zhong Yao entre dans la région de Guanzhong, les seigneurs de guerre, sous la direction de Ma Chao et de Han Sui, forment une coalition connue sous le nom de "Coalition du Guanxi" ou "coalition de l’ouest du col de Tong". Ensemble, ils se rebellent contre la Cour impériale des Han et, surtout, Cao Cao. Parmi les seigneurs de guerre, on trouve Hou Xuan (侯選), Cheng Yin (程銀), Yang Qiu, Li Kan (李堪), Zhang Heng (張橫), Liang Xing, Cheng Yi (成宜) et Ma Wan (馬玩). La coalition est un mélange de Chinois, de Qiang et de diverses tribus nomades du nord. Beaucoup de comtés de la région rejoignent l’insurrection et quelques civils s'enfuient du Hanzhong via la vallée de Ziwu (子午谷) pour éviter le chaos de la guerre.
En réponse, Cao Cao envoie Cao Ren pour bloquer la coalition au col de Tong (潼關) et donne des ordres stricts à ses généraux en leur interdisant d'engager l’ennemi.

## Traversée de la rivière Wei
Durant le septième mois lunaire, Cao Cao mène personnellement une campagne contre les rebelles, laissant derrière lui son fils Cao Pi pour protéger Ye. Certains de ses subordonnés lui donnent le conseil suivant "Les soldats du Guanxi sont belliqueux et ils sont spécialisés dans l’utilisation de longues lances. Seul un corps d’élite envoyé en avant-garde peut les vaincre." Cao Cao leur répond "Je m'occupe de la guerre, pas des rebelles. Ils peuvent être experts pour utiliser des longues lances, mais je vais les rendre incapables d’utiliser leurs lances. Messieurs, contentez-vous de regarder."
Une fois arrivé au col de Tong, Cao Cao ordonne à Xu Huang et Zhu Ling de partir avec leurs soldats vers la rivière Wei via le gué de Puban (蒲阪津) pendant la nuit et d'installer un camp sur la rive ouest. Tandis que Cao Cao et ses hommes sont préparent à traverser la rivière Wei sur la rive nord, ils sont soudainement attaqués par les troupes de Ma Chao, mais Cao est reste assis et refuse de se déplacer. Zhang He et les autres officiers voient que la situation est très critique et ils réagissent en conséquence en faisant monter Cao Cao sur un navire. Comme le courant du fleuve est très fort, les navires de Cao Cao naviguent rapidement et s'éloignent de quatre ou cinq li de la rive sud. Ma Chao ordonne à ses troupes de tirer une véritable pluie de flèches sur les bateaux ennemis. Ding Fei (丁斐), un Colonel (校尉) de l'armée de Cao Cao, libère les bovins et les chevaux pour distraire l’ennemi. Dès que les bêtes arrivent sur eux, les soldats du Guanxi arrêtent immédiatement leur attaque et commencent à capturer autant de bétail qu’ils le peuvent. Les hommes de Cao Cao sont inquiets et pris de panique lorsqu’ils perdent de vue leur Seigneur dans le chaos des combats et ils versent des larmes de joie lorsqu'ils le retrouvent plus tard. Cao Cao se met à rire et fait remarquer "J'ai presque été pris au piège par cette petite canaille aujourd'hui, !"

## Construction de murs de sable
Après avoir traversé la rivière, Cao Cao et ses forces se dirigent vers le sud en avançant le long de la berge. La coalition bat en retraite et installe son campement dans la ville de Weikou (渭口). Cao Cao met en place plusieurs leurres pour tromper l’ennemi tout en envoyant secrètement des troupes traverser la rivière et construire des ponts flottants. Ses troupes traversent la rivière durant la même nuit et construisent des camps sur la rive sud. Le même soir, la coalition attaque ces camps, mais ils sont repoussés après être tombés dans une embuscade tendue plus tôt par Cao Cao. Ma Chao et ses alliés sont aussi installés sur la rive sud et ils envoient un messager à Cao Cao, pour lui demander de renoncer aux territoires situés à l’ouest de la rivière en échange de la paix. Cao refuse et renvoie le messager.
Durant le neuvième mois, les troupes de Cao Cao tentent à nouveau de traverser la Wei, mais à chaque fois ils sont attaqués et repoussés par Ma Chao et sa cavalerie. Les camps des soldats de Cao ne sont pas stables et ils ne peuvent pas construire des remparts, car le terrain est trop sableux. Pour débloquer la situation, Lou Gui donne à Cao Cao le conseil suivant : "Il fait froid. Nous pouvons mélanger le sable avec de l’eau et construire des murs avec. Ils seront prêts en une nuit." Cao Cao retient la suggestion de Lou Gui et ordonne à ses troupes de travailler toute la nuit pour construire les murs, qui sont prêts le lendemain. Cao Cao et ses troupes sont dès lors capables de traverser la rivière Wei, tandis que l’ennemi est tenu à distance par les murs. Ma Chao tente d'attaquer les murs avec ses hommes, mais ils sont repoussés après être tombés dans une nouvelle embuscade tendue par Cao Cao.
Concernant cette ruse de Cao Cao, il faut préciser que dès cette époque, les chroniqueurs et historiens ont des doutes sur la construction de ces murs de sable et se demandent s'ils ont été aussi solides que le prétend Cao. En effet, l’incident a lieu durant le neuvième mois lunaire; soit au milieu de l’automne, à une période de l'année où le temps n’est pas assez froid pour permettre à l’eau de geler et d'assurer la solidité de ces murailles improvisées. Parmi ceux qui ont des doutes sur la véracité de cette ruse, on trouve l’historien Pei Songzhi. Dans son édition commentée des Chroniques des trois royaumes, ce dernier fait remarquer que, si l'on en croit le Shu Wei, l’armée de Cao Cao atteint le col de Tong et passe sur la rive nord en traversant la rivière de Wei durant le huitième mois lunaire. Or ce huitième mois correspond à la fin de l'été et au début de l'automne, soit une période de l'année où il fait bien trop chaud pour que l’eau puisse geler.

## Cao Cao sème la discorde entre les membres de la coalition
Ma Chao et les membres de la coalition défient à plusieurs reprises Cao Cao pour qu'il engage une bataille mais Cao les ignore. Les rebelles ont ensuite offert à Cao Cao de lui céder des territoires et de lui envoyer un otage en échange de la paix. Comme le suggéré Jia Xu, Cao Cao fait semblant d’accepter leur offre.
Peu après, Han Sui rencontre Cao Cao. Il existait déjà des liens entre eux, car le père de Han Sui et Cao Cao avaient été choisis comme xiaolian la même année. De plus, Cao et Han sont aussi d'anciens collègues, car ils ont travaillé ensemble à Luoyang, lorsque la ville était encore la capitale de l'empire. Lors de leur rencontre, ils ne parlent absolument pas des affaires militaires et ont une simple conversation enjouée au sujet du passé. Quand Han Sui retourne à son camp plus tard, Ma Chao lui demande "Qu'a dit Cao Cao?". Han Sui lui répond "Rien." Après une telle réponse, Ma Chao et les autres commencent à se méfier de Sui. Lorsque Cao Cao rencontre une nouvelle fois Han Sui, ce dernier est accompagné d'autres membres de la coalition. Avant cette rencontre, les subordonnés de Cao l'ont mis en garde : "Seigneur, quand vous allez rencontrer les rebelles, vous ne serez peut-être pas en mesure de repartir facilement. Que diriez-vous d'utiliser des chevaux de bois comme barrières?" Cao Cao accepte leur suggestion et parle à Han Sui et ses alliés à l’abri, derrière des barrières. Les membres de la coalition accueillent Cao Cao lors de leur rencontre, pendant que leurs soldats se rapprochent pour voir de plus près à quoi ressemble leur adversaire. Cao Cao se met à rire et dit : "Vous désirez voir à quoi je ressemble? Je suis une personne ordinaire. Je n’ai pas quatre yeux ou deux bouches, mais j’ai plus d’intelligence." Lors de cette rencontre, Cao Cao a amené avec lui 5 000 cavaliers en armure et les a déployés dans une formation qui les rend encore plus impressionnants. Les forces rebelles sont choquées par l'étalage de puissance militaire à laquelle se livre Cao.
Quelques jours plus tard, Cao Cao écrit une lettre à Han Sui, qui contient plusieurs "modifications", rajoutées de manière à faire croire que le destinataire de la missive a délibérément modifié le contenu de la lettre pour dissimuler quelque chose. Ma Chao et les autres se méfient de plus en plus de Han Sui après avoir vu la lettre. Entretemps, Cao Cao commence à se préparer à attaquer la coalition. Il envoie des troupes légèrement armées pour attaquer en premier, puis il envoie sa cavalerie d’élite pour lancer une attaque en tenaille. Cao Cao remporte une grande victoire sur la coalition : Cheng Yi, Li Kan et d'autres sont tués durant les combats; Yang Qiu s’enfuit vers Anding (安定) pendant que Ma Chao et Han Sui se retirent vers la province de Liang. Ainsi, la région du Guanzhong est pacifiée.

## Conséquences
Durant le 10e mois lunaire de 211, Cao Cao part de Chang'an avec une armée pour attaquer Yang Qiu. Ses troupes assiègent Anding (安定) et Yang Qiu se rend. Qiu est autorisé à conserver ses anciens titres et rester dans son domaine à la condition d'y maintenir la paix et de réprimer toute révolte. Ma Chao se retire plus à l'ouest après sa défaite au col de Tong. Cao Cao le poursuit jusqu'à Anding (安定), mais il arrête au bout de deux mois et repart vers Ye, après avoir reçu des nouvelles au sujet de troubles dans le nord de la Chine. Il laisse Xiahou Yuan sur place pour défendre Chang'an,.
Environ un an après que Ma Chao se soit rebellé contre la Cour impériale des Han, L’empereur Xiandi publie un décret ordonnant l’exécution de tous les membres de la famille de Ma Chao présents à Ye.
Après le départ de Cao Cao, Ma Chao réunit autour de lui les diverses tribus de la région pour attaquer les commanderies et les comtés du Guanzhong, tandis que de nombreux habitants de la région répondent à son appel et rejoignent la révolte. En 213, Ma Chao tue Kang Wei (韋康), l’inspecteur (刺史) de la Province de Liang et prend le contrôle de Jicheng (兾城), avant de forcer les subordonnés de Kang Wei à se soumettre. Grâce à cette victoire, il prend le contrôle de la Province de Liang. Cette victoire est de courte durée, car anciens subordonnés de Kang Wei détestent Ma Chao et complotent pour se débarrasser de lui. Plus tard la même année, ils se rebellent contre lui et réussissent à le chasser du Guanzhong.
Ma Chao s’enfuit à Hanzhong, où il emprunte des troupes au seigneur de guerre Zhang Lu, avant de retourner attaquer ceux qui l’ont expulsé de Guanzhong. Il assiège Jiang Xu, Zhao Ang (趙昂) et leurs alliés au mont Qi (祁山) pendant environ 30 jours, jusqu'à ce que des renforts dirigés par Xiahou Yuan et Zhang He, deux généraux de Cao Cao, arrivent et le forcent à lever le siège,

## Commentaires de Cao Cao sur la bataille
Après la bataille, les officiers de Cao Cao demandent à leur Seigneur : "Au début, quand les rebelles étaient au col de Tong, le nord de la rivière Wei n'était pas gardé. Pourquoi n'avez vous pas attaqué Pingyi (馮翊) sur la rive est et préféré choisir de défendre le col de Tong avant de traverser la rivière plus tard ?" Cao Cao leur répond "Les rebelles étaient au col de Tong. Si j'étais allé sur la rive est, ils auraient certainement augmenté les défenses des gués et nous n'aurions pas été en mesure de traverser vers l’Ouest. C’est pourquoi j’ai choisi de déployer nos forces au col de Tong, pour que les rebelles puisse concentrer leurs défenses sur la rive sud et baisser leur garde dans l’ouest. C’est pourquoi nos deux généraux (Xu Huang et Zhu Ling) ont été en mesure de capturer la rive est en premier, après quoi notre armée principale a pu traverser sur la rive nord. Les rebelles étaient incapables de se battre avec nous pour le contrôle de la rive est, parce que nos deux généraux avait déjà occupé la région. Lorsque j’ai donné des ordres pour relier ensemble nos chariots et ériger des clôtures en bois en tant que structures défensives, avant de diriger notre armée vers le sud le long de la berge, je savais que nous ne pouvions pas gagner ; alors j’ai décidé d’afficher notre faiblesse à l’ennemi. Lorsque nous avons traversé la rivière vers la rive sud et construit des murs massifs, je ne permettais pas à nos hommes de tirer sur l’ennemi parce que je voulais que l’ennemi deviennent présomptueux. Ainsi, les rebelles n’attaquent pas nos murs et essayent plutôt de céder des territoires en échange de la paix. J’ai fait semblant d’accepter pour qu’ils se sentent à l’aise et ne soient pas sur leurs gardes pendant que nos soldats se préparaient pour la bataille. Lorsque nous avons attaqué, c'était effectivement pour eux « un coup de tonnerre soudain qui ne laisse pas le temps de se couvrir ses oreilles ». Il y a plus d’une façon dont la situation sur un champ de bataille peut change,."
Au début de la bataille, chaque fois que Cao Cao reçoit des nouvelles lui annonçant l’arrivée de renforts ennemi, il laisse éclater sa joie. Après la bataille, ses officiers lui demandent pourquoi il a agi ainsi. Il leur répond : « Le Guanzhong est une zone très vaste. Si les rebelles s'étaient installés en divers endroits stratégiques et que nous avions dû attaquer (tous ces endroits un par un), cela aurait pris un an ou deux pour tous les vaincre. Cependant, ils ont préféré se réunir (au col de Tong) à la place. Ils étaient supérieurs en nombre, mais ils étaient très désunis et n’avaient pas un dirigeant valable, donc ils pourraient être vaincus en une seule bataille. J’étais heureux parce qu’il s’est avéré être beaucoup plus facile (de les vaincre) que je m’attendais ».

## La bataille dans leRoman des Trois Royaumes
La bataille est décrite dans les chapitres 58 à 59 du roman historique Roman des Trois Royaumes ( Sanguo Yanyi), de Luo Guanzhong.
Dans le roman, Ma Chao rassemble une armée pour attaquer Cao Cao pour se venger après que Cao ait assassiné son père Ma Teng et ses frères cadets Ma Xiu et Ma Tie.
Cao Cao est battu par Ma Chao lors de la première escarmouche de la bataille. Au milieu du chaos, Cao Cao s’enfuit et est poursuivi par Ma Chao. Pendant la poursuite, Ma Chao crie à ses troupes que l’homme vêtu de la robe rouge est Cao Cao. Cao ôte alors sa robe et la met au rebut pour ne pas être reconnu. Quand Ma Chao s'en aperçoit, il crie à nouveau que l’homme avec une longue barbe est Cao Cao. Cao réagit en tirant son épée pour couper rapidement sa barbe jusqu'à ce qu'elle soit très courte. Ma Chao crie alors que l’homme avec une barbe courte est Cao Cao. Cao enroule alors un drapeau autour de sa mâchoire. Cao Hong arrive à ce moment-là et résiste assez longtemps à Ma Chao pour que Cao Cao réussisse s’échapper.
Le lendemain, Ma Chao engage un duel contre Xu Chu, un des généraux de Cao Cao. Xu Chu enlève le haut de ses vêtements supérieurs et combat torse nu contre Ma Chao, à cheval puis à pied. Aucun des deux combattants ne réussit à vaincre son adversaire et le duel s’achève par un match nul.
Cao Cao applique finalement une stratégie suggérée par Jia Xu, visant à semer la discorde entre Ma Chao et son allié Han Sui. Ma Chao tombe dans le piège et, croyant que Han Sui avait l’intention de le trahir, il fait irruption dans la tente de Sui et l’attaque. Han Sui perd son bras gauche pendant le combat et s'échappe de justesse sous la protection de ses hommes. Cao Cao profite de leurs conflits internes pour les attaquer et vaincre Ma Chao. Ce dernier s’enfuit après sa défaite pour rejoindre le Seigneur de guerre Zhang Lu à Hanzhong.
Historicité
Les biographies de Ma Chao et de Cao Cao dans le Sanguozhi confirment que Ma Chao c'est rebellé en 211 avec Han Sui, Yang Qiu, Li Kan et Cheng Yi dans la région de Guanzhong et qu'ensemble, ils lèvent une armée pour attaquer Cao Cao; ce qui mène à la bataille du col de Tong,. Selon le Dianlue, ce n'est que près d’un an après que Ma Chao se soit rebellé, que l’empereur Xiandi publie un décret impérial donnant l'ordre à Cao Cao d'exécuter toute la famille de Ma Chao. Ceci prouve que l’ordre des événements a été inversé dans la roman, car c'est la rébellion qui est la cause de l'exécution de la famille de Ma Cao et non l'inverse.
Le duel entre Ma Chao et Xu Chu n’est pas mentionné dans le Sanguozhi et est probablement fictif. Par contre, les biographies de Ma Chao, Cao Cao et Xu Chu décrivent une rencontre entre Cao Cao, Ma Chao et Han Sui, lors de la bataille. Cao Cao s'avance à cheval pour parler avec Ma Chao et Han Sui. Cao Cao est seulement accompagné de Xu Chu. Ma Chao, très confiant en ses propres capacités, compte bien capturer Cao Cao lors de leur rencontre. Cependant, il a entendu parler de la réputation de Xu Chu, le garde du corps de Cao et soupçonne que soit lui, l’homme qui accompagne Cao. Il demande à Cao Cao, "Ou est votre Marquis Tigre ? » et Cao lui répond en lui montrant Xu Chu. Xu regarde Ma Chao, qui prend peur et n’ose pas essayer de capturer Cao,,.
Les biographies de Ma Chao, Cao Cao et Jia Xu indiquent toutes les trois que Cao Cao suit la suggestion de Jia Xu concernant la nécessité de semer la discorde entre Ma Chao et Han Sui et de les tourner l'un contre l'autre. La biographie de Cao Cao donne un compte rendu détaillé de cet incident, qui est très similaire à la description qui en est faite dans le Sanguo Yanyi. La seule différence entre les deux textes est que le Sanguozhi ne mentionne nulle part que Ma Chao aurait coupé le bras de Han Sui dans un combat. Par ailleurs, les généraux Cheng Yi, Li Kan, Yang Qiu et les autres ne sont pas des subordonnés de Han Sui, mais plutôt des chefs indépendants qui ont rejoint l’alliance de Ma Chao,,.